# Resolució 199 del Consell de Seguretat de les Nacions Unides
La Resolució 199 del Consell de Seguretat de les Nacions Unides, aprovada el 30 de desembre de 1964, va demanar que tots els estats s'abstinguessin (o en alguns casos cessessin) d'intervenir en els assumptes interns del Congo i van apel·lar per un alto el foc allà. Després d'aplaudir l'Organització per a la Unitat Africana, el Consell demana als Estats que l'ajudin a assolir els seus objectius a la República Democràtica del Congo.
El 9 de desembre de 1964, la RD Congo va demanar a la reunió del Consell de Seguretat que examinés les intervencions en els assumptes interns de molts països. Abans de la resolució que es va aprovar, es va convidar a diversos Estats africans a discutir el tema. La resolució 199 es va aprovar amb deu vots, mentre que França es va abstenir de votar.